# Бобылёв, Валентин Яковлевич
Валентин Яковлевич Бобылёв (1929—2002) — советский и российский учёный-медик, доктор медицинских наук, профессор; почетный профессор Ярославской государственной медицинской академии (2001).
Автор более 150 научных работ по вопросам ревматологии и терапии.

## Биография
Родился 17 августа 1929 года в Ярославле.
В 1952 году окончил Ярославский медицинский институт (ныне Ярославский государственный медицинский университет). По распределению был направлен в распоряжение Вологодского областного отдела здравоохранения и назначен заведующим районным отделом здравоохранения в городе Сокол. Одновременно работал врачом-терапевтом в местной городской больнице. Решив продолжить образование, в 1956 году поступил в аспирантуру на кафедре госпитальной терапии Ярославского медицинского института и после её окончания, в 1959 году, остался в институте в должности ассистента кафедры госпитальной терапии. В 1962 году защитил кандидатскую диссертацию на тему «Основной обмен, белки и холестерин сыворотки крови у больных тиреотоксикозом и
эндемическим зобом в условиях Ярославской области» и в этом же году перешёл на кафедру факультетской терапии, где работал ассистентом, затем доцентом.
В 1970 году В. Я. Бобылёв защитил докторскую диссертацию на тему «Эпидемиология ревматизма в сельской местности и клинические варианты межприступного периода», с 1972 года стал профессором кафедры, а в 1974 году был избран заведующим кафедрой терапии, которой руководил на протяжении 24 лет. Одновременно с 1972 по 1980 год работал проректором по научной работе. С 1980 по 1982 год по направлению Минздрава СССР находился в командировке в Монголии, где трудился в Улан-Баторском медицинском институте (ныне Монгольский государственный университет). В конце своей трудовой деятельности, уйдя с должности заведующего кафедрой, до конца жизни работал на кафедре профессором.
Подготовил 10 кандидатов наук. На протяжении многих лет являлся председателем Ярославского областного общества ревматологов, членом правления Ассоциации ревматологов России.
Умер 23 января 2002 года в Ярославле. Был похоронен на Леонтьевском кладбище города.
Заслуженный деятель науки РФ (07.06.1996). Награждён знаком «Отличник здравоохранения», а также несколькими наградами Монгольской Народной Республики, в числе которых медаль «Найрамдал» и знак «Отличник здравоохранения Монголии».